# アオゾラカット
『アオゾラカット』は、NHK大阪放送局制作の大阪発地域ドラマとしてNHK BSプレミアムで2017年3月15日に放送された日本のテレビドラマである。主演は林遣都。

## 登場人物
川村 翔太〈24〉
演 - 林遣都
美容師。西成で美容院のひとり息子として生まれるが、父に反発し家を出て外国で美容師として生きていた。母の死をきっかけに故郷に戻り、自分の技術と美意識に自信をもつあまり地元の客とぎくしゃくしながらも、店のために努力する。
仲井 遙
演 - 川栄李奈
吾郎が営む美容院の店員。大手のチェーン店で働いていたことがあるが、吾郎の人間味あふれる仕事ぶりに魅力を感じ、いまの店で働くことを選んだ。翔太と吾郎の関係がなかなか改善しないことにやきもきしている。
川村 吾郎〈52〉
演 - 吉田鋼太郎
翔太の父。西成で小さな美容院を営む。息子の翔太が幼いころに妻が家を出ていき、父と子のふたり暮らしだった。客との会話をたいせつにしながら髪を切り、常連客たちから親しみをもたれているが、翔太は父のことをなかなか許せずにいる。
川村 すみれ
演 - 床嶋佳子
翔太の母。吾郎と一緒に夫婦で美容院「アオゾラ」を経営していたが、翔太が幼い頃、家を出た。
悦子
演 - 山崎静代（南海キャンディーズ）
「アオゾラ」の常連客。
水谷 玲子
演 - 島村晶子
藤原 由貴
演 - 宮嶋麻衣
あべの銀行の銀行員。
岡田 俊夫
演 ‐ 野添義弘

## スタッフ
- 作 - 土橋章宏
- 音楽 - 田辺玄
- 制作統括 - 谷口卓敬
- 演出 - 尾崎裕和
- 制作・著作　- NHK大阪放送局